# Rezolucija Vijeća sigurnosti UN-a 1026
Rezolucijom Vijeća sigurnosti UN-a 1026, jednoglasno usvojenom 30. studenoga 1995., nakon pozivanja na rezolucije 982 (1995.) i 998 (1995.) o Zaštitnim snagama Ujedinjenih naroda (UNPROFOR), Vijeće je odobrilo produljenje njihovog mandata do 31. siječnja 1996.
Vijeće je ponovno pozdravilo Daytonski sporazum između Bosne i Hercegovine, Hrvatske i Savezne Republike Jugoslavije (Srbije i Crne Gore) i naglasilo potrebu da se sve strane pridržavaju tog sporazuma. Pohvaljena je i uloga UNPROFOR-a.
Djelujući prema Poglavlju VII Povelje Ujedinjenih naroda, Vijeće sigurnosti je produžilo mandat UNPROFOR-a do 31. siječnja 1996. u očekivanju daljnjih radnji na provedbi Daytonskog sporazuma. Glavni tajnik Butros Butros-Gali pozvan je da obavještava Vijeće o razvoju događaja i podnese izvješća o provedbi sporazuma i kako će on utjecati na ulogu Ujedinjenih naroda.

## Vanjske poveznice
| Wikizvor | Engleski Wikizvor ima izvorni tekst na temu: United Nations Security Council Resolution 1026 |

- Text of the Resolution at undocs.org